# Magnum Photos
Magnum Photos — міжнародна фотоагенція, мета якої — розповсюдження репортажних знімків у пресі. Створена 27 квітня 1947 в Парижі за ініціативою Роберта Капи, Анрі Картьє-Брессона, Джорджа Роджера та Девіда «Чіми» Сеймура. За легендою, півторалітрова пляшка шампанського («магнум»), яку розпили в той вечір, дала назву цьому підприємству. Підставою для створення фотоагенції було бажання фотографів зберегти та захистити права особистих фотографій та мати центральне бюро.
Анрі Картьє-Брессон, який був ідейним натхненником агенції, висував принципи фотографії, найважливішими з яких були: використовувати фотоапарат Leica, фотографувати для агенції Magnum Photos, не допускати постановочних зйомок, кадрування фотографій.
Агенція користується заслуженою славою, до неї входять відомі професійні фотожурналісти, здебільшого з країн Західної Європи та Америки. Працювати в цій агенції — найбільше визнання досягнень в репортажній фотографії.
2004 року агенція запустила новий проєкт — «Магнум у русі» (англ. Magnum in Motion). В проєкті втілена мультимедійна форма представлення фотографій. Команда фотографів створює історію-есе, яка являє собою слайд-шоу фотографій із звуковим супроводом та інтерв'ю фотографа.
Усього на кінець 2007 року в агенції 66 фотографів та близько 100 осіб технічного персоналу.
Центральний офіс знаходиться в Парижі, редакційні офіси розташовані також в Нью-Йорку, Лондоні та Токіо. Крім цього, на агенцію працюють 15 субагенцій.